# Lysimachia borealis
Lysimachia borealis (Raf.) U.Manns & Anderb., 2009 è una pianta della famiglia Primulaceae, diffusa nelle aree boschive a clima boreale del Nord America orientale.

## Descrizione
Pianta perenne dal fusto eretto e snello con rizomi striscianti, L. borealis può crescere fino a 20 cm di altezza; le foglie - semplici, lanceolate e glabre - crescono a ciuffi, in gruppi da 5 a 9 elementi, all'apice dello stelo; sono sottili, senza denti o finemente dentate, dal gambo corto o praticamente assente, e lunghe da 3 a 10 cm.
La pianta fiorisce all'inizio dell'estate, tra maggio e giugno; produce generalmente un singolo fiore (ma talora anche 2 o 3) posto su uno stelo sottile al centro del ciuffo di foglie. I fiori sono bianchi, da 8 a 14 mm di diametro con 5-9 petali lanceolati che gli conferiscono una tipica forma a stella.

## Distribuzione e habitat
Tipica di zone fredde e temperate-fredde, L. borealis predilige un sottobosco aperto e ombreggiato e si adatta ad ogni tipo di suolo purché non impoverito.